# Heinrich Geuer
Heinrich Johann Joseph Geuer (Keulen, 13 mei 1841 – Utrecht, 1 november 1904) was een Duits-Nederlands glazenier, graficus, schilder en tekenaar. Hij was vanaf 1871 werkzaam in Utrecht.

## Leven en werk
Geuer werd geboren in Keulen als zoon van Heinrich Joseph Geuer en Elisabeth Sülzen. Hij trouwde met Josephina Johanna Hubertina Stein. Uit dit huwelijk werd onder anderen zoon Frits Geuer (1878-1961) geboren.
Geuer startte zijn loopbaan bij een steendrukkerij in zijn geboorteplaats, waar hij litho's maakte voor kunsthistorische uitgaven. Toen hij achttien was trad hij in dienst bij glazenier Friedrich Baudri in Keulen, later werkte hij bij glazenier Oidtmann in Linnich. In 1871 werd Geuer naar Nederland gehaald door de plebaan Gerard van Heukelum. Van Heukelum had twee jaar eerder in Utrecht het St. Bernulphusgilde opgericht, om de belangstelling voor kerkelijke kunst te vergroten. Aanvankelijk mochten alleen geestelijken lid worden, laten traden ook architecten en kunstenaars toe tot het gilde. Onder hen de architect Alfred Tepe, beeldhouwer Friedrich Wilhelm Mengelberg, edelsmid Gerard Brom en Geuer, die samen wel het Utrechts kwartet worden genoemd. Het viertal werkte onder meer samen bij de bouw en inrichting van de Sint-Nicolaaskerk in Jutphaas (met Van Heukelum als bouwpastoor), de Sint-Willibrordkerk in Utrecht en de Sint-Jan de Doperkerk in Arnhem.
Geuer had een eigen atelier aan de Zonsteeg en vanaf 1874 aan de Herenstraat in Utrecht. In de hoogtijdagen waren in het atelier ongeveer dertig mensen aan het werk, onder wie de gebroeders Sodenkamp, Bart van der Leck en Hein de Vos. Geuer ontwierp ramen, maakte kartons en schilderde veelal de portretten. Hij beeldde daarbij soms zijn gezinsleden af als heiligen. Door het gebruik van goedkope Belgische verf, in plaats van de kwalitatief betere Duitse verven, en een vaak verkeerde verhitting van het glas, is veel van het grisaille en de contouren van de ramen van Geuer vervaagd.
Geuer ontving het kruis Pro Ecclesia et Pontifice (zilver). Hij overleed in 1904, op 63-jarige leeftijd. Het atelier werd tot 1908 voortgezet door zijn zoon Frits.

## Werken (selectie)
- ramen (1872) voor de H.H. Simon en Judaskerk in Ootmarsum
- ramen voor de Sint-Martinuskerk in Arnhem
- glas in lood (1875) voor de O.L.V. Hemelvaartkerk in 't Goy
- ramen (ca. 1877) voor de Sint-Willibrordkerk in Utrecht
- ramen (1879-1898) voor de Sint Michaëlskerk in Schalkwijk
- ramen (1879-1898) voor de Sint-Nicolaaskerk in Jutphaas
- ramen in het priesterkoor (1880-1885) in de Johannes de Doperkerk in Hoofddorp
- ramen in het transept van de Sint-Willibrorduskerk in Vleuten
- ramen voor de Sint-Johannes de Doperkerk in Breukelen
- ramen voor de Sint-Annakerk in Breda
- ramen (1885-1893) voor de Heilig Hartkerk in Maarssen
- ramen (1889) voor de Sint-Willibrorduskerk in Oldemarkt
- ramen in de zijkapellen (1892) en de apsis (ca. 1895) van de Sint-Pancratiuskerk in Haaksbergen
- ramen in het koor (1895) van de Sint-Antonius van Paduakerk in Kortenhoef
- ramen (ca. 1895) voor de Sint-Jan de Doperkerk in Arnhem
- ramen in het schip (1896) van de Sint-Urbanuskerk in Ouderkerk aan de Amstel
- glas in lood voor de Onze-Lieve-Vrouw Onbevlekt Ontvangenkerk in Overveen
- ramen (1899-1911) voor de Sint-Petrus en Pauluskerk in Everdingen

## Afbeeldingen

Apelles (1882) gemaakt n.a.v. een prijsvraag van Pierre Cuypers voor het Rijksmuseum Amsterdam
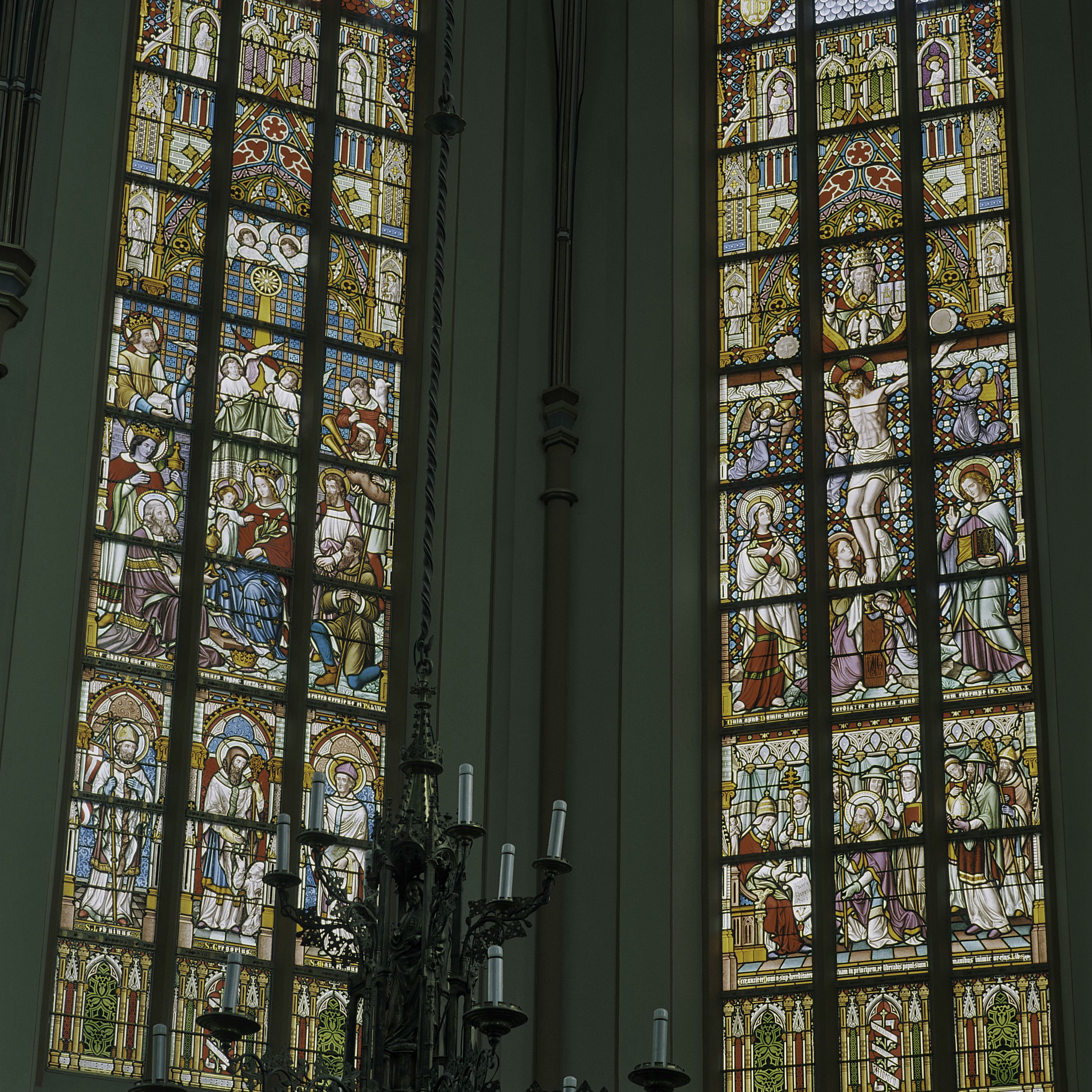
Heilig Hartkerk, Maarssen
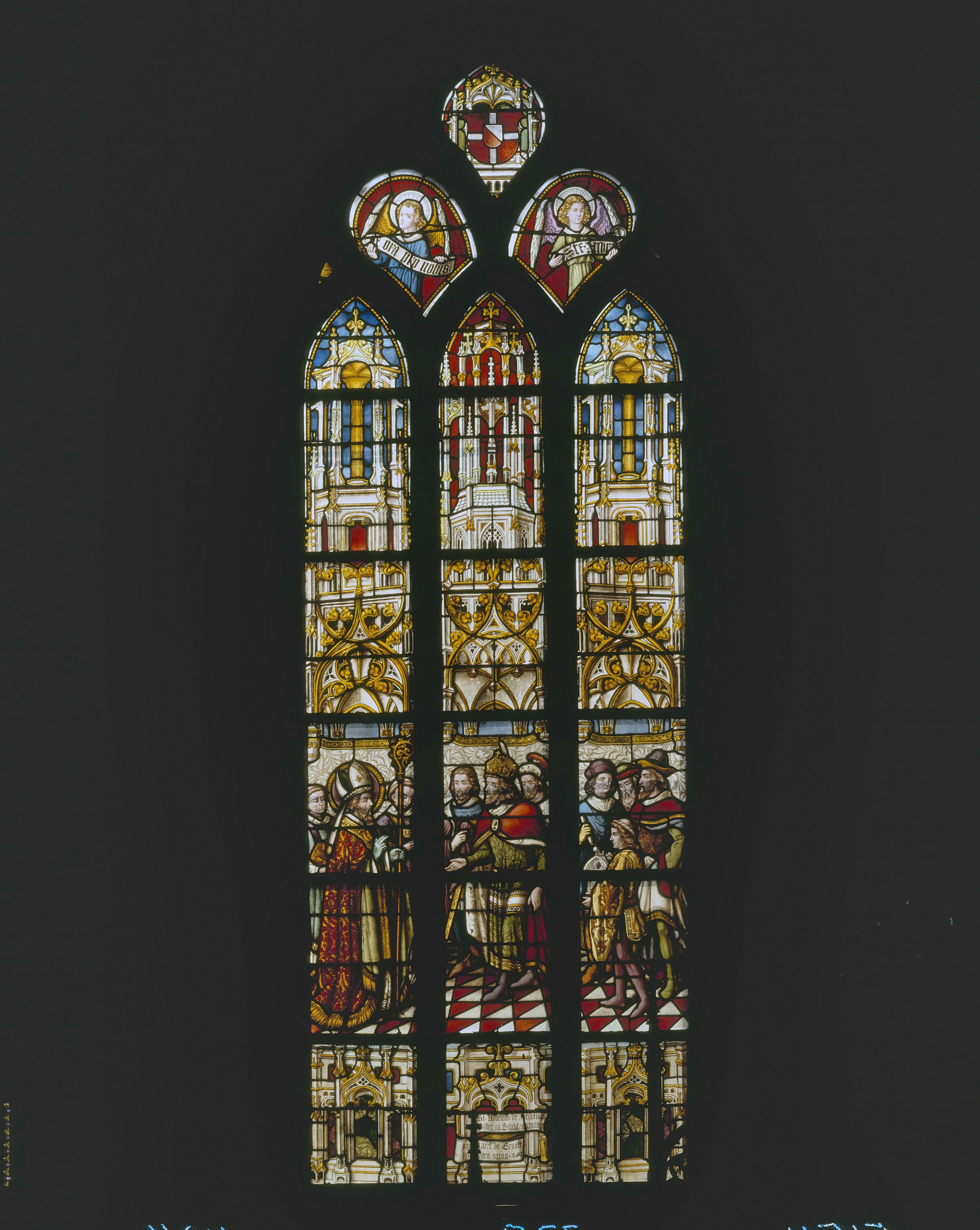
Sint-Michaëlskerk, Schalkwijk
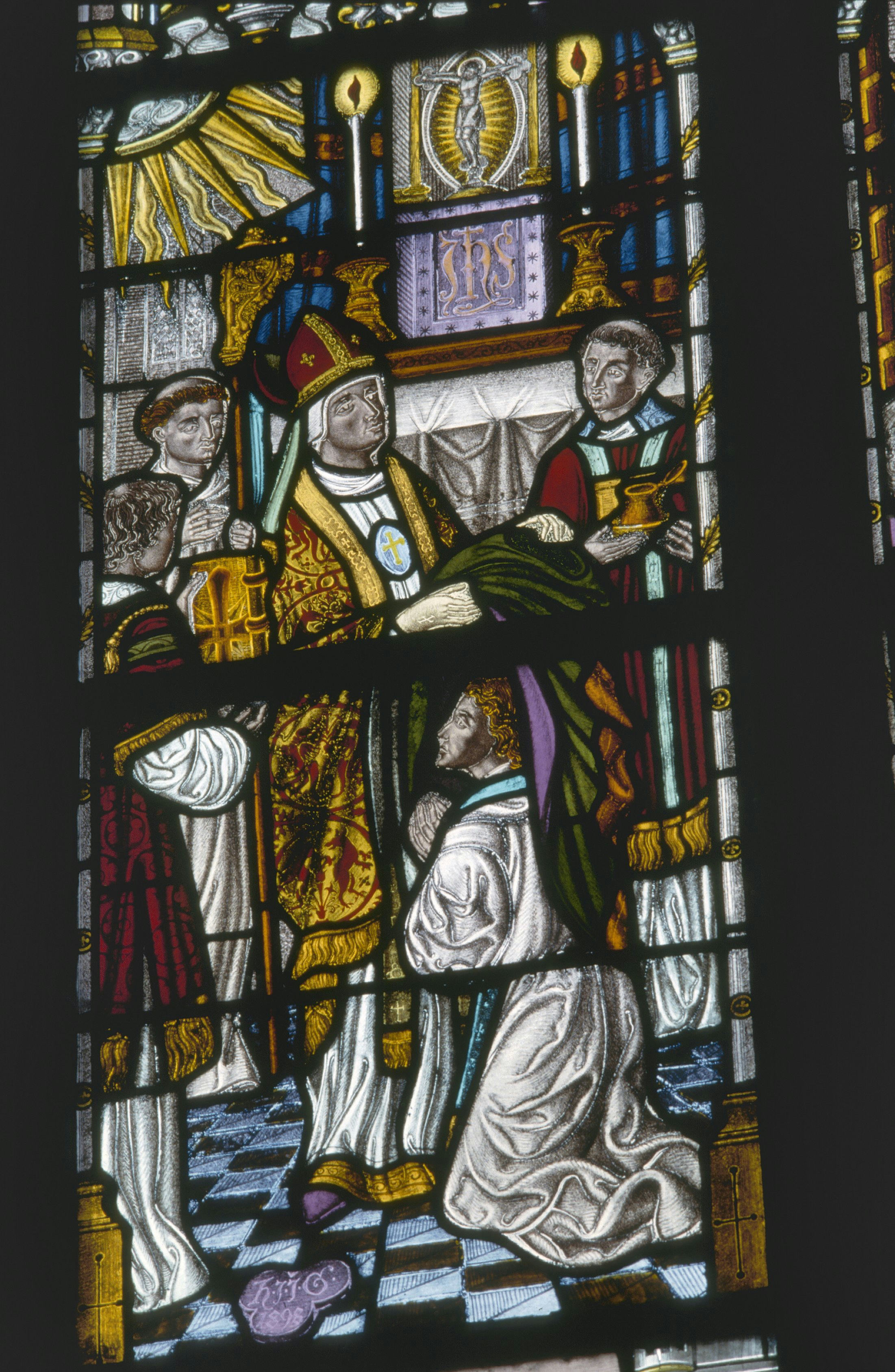
Sint-Nicolaaskerk, Jutphaas